# Archibus
Archibus est un logiciel de gestion de l'environnement de travail intégré (en anglais Integrated Workplace Management System - IWMS) ou gestion des services généraux assistés par ordinateur (en anglais Computer Aided Facility Management - CAFM). Il est spécialisé dans la gestion des processus immobiliers ou des services généraux (en anglais Facility Management - FM).
Il est développé depuis 1982 par la société éponyme Archibus Inc. basée aux États-Unis dans la ville de Boston. Le logiciel est distribué à l'échelle internationale par un réseau de partenaires intégrateurs, le plus important en Europe francophone étant la société Aremis, présente en France, Belgique, Suisse et Luxembourg. Il est utilisé pour gérer plus de 15 millions de propriétés à travers le monde.[réf. nécessaire]
Archibus est intégré avec les produits d'Autodesk tels que AutoCAD pour la DAO et Revit pour le BIM, avec lesquels il s'intègre de manière bidirectionnelle et native. De par son intégration avec les produits Esri[C'est-à-dire ?], agissant dans le domaine des systèmes d'informations géographiques (SIG), Archibus propose une convergence et une centralisation de patrimoines immobiliers.